# David Schwimmer
David Lawrence Schwimmer (ur. 2 listopada 1966 w Nowym Jorku) – amerykański aktor, producent i reżyser telewizyjny i filmowy.

## Życiorys

### Wczesne lata
Urodził się w dzielnicy Queens w Nowym Jorku jako drugie dziecko i jedyny syn Arthura Schwimmera, sędziego apelacyjnego, i adwokatki Arlene Coleman-Schwimmer, która opracowywała rozwody znanych aktorek – Roseanne Barr, Julianne Phillips i Elizabeth Taylor. Jego rodzice wzięli ślub w 1964. Ma starszą siotrę Ellie (ur. 1965). David wywodzi się z rodziny prawniczej, jego dziadek był adwokatem, podobnie jak rodzice i siostra. Jego rodzina była żydowskiego pochodzenia.
Dorastał w Los Angeles. Mając 11 lat wystąpił w żydowskiej wersji Kopciuszka. Uczęszczał do Beverly Hills High School, gdzie zapisał się do klasy teatralnej z Jonathanem Silvermanem i wziął udział w Festiwalu Szekspirowskim Południowej Kalifornii. Początkowo – pod wpływem rodziców – podjął studia na wydziale medycyny i prawa, ostatecznie jednak w roku 1988 ukończył studia na wydziale aktorskim Northwestern University w Evanston w stanie Illinois.
Trenował akrobatykę i taniec. W roku 1988 wraz z Joeyem Slotnickiem i sześcioma przyjaciółmi z uczelni założył w Chicago grupę aktorów, reżyserów i pisarzy Lookingglass Theater Company, z którą zrealizował takie spektakle jak m.in. Dżungla – nagrodzony sześcioma trofeami Jefferson Award, Alicja w krainie czarów – wystawiany na Festiwalu w Edynburgu w Szkocji, West, Odyseja, Od pierwszej krwi, W oku obserwatora, Mistrz i Małgorzata i Wąż.

### Kariera
Na szklanym ekranie debiutował rolą psychopaty w telewizyjnym dreszczowcu Śmiertelna cisza (A Deadly Silence, 1989). W 1994 roku przyjął przełomową w karierze telewizyjną rolę paleontologa Rossa Gellera, poszukującego miłości niezdecydowanego romantyka w sitcomie NBC Przyjaciele (Friends, 1994–2004). Za tę postać był nominowany: w roku 1995 do nagrody Emmy, w roku 1996 do American Comedy Award, w latach 1999–2004 do Screen Actors Guilds Award i wreszcie w roku 2000 razem z kolegami z planu zdobył nagrodę TV Guide. Jednak nie wszystkie recenzje były pochlebne – w 1997 roku David wraz z Jennifer Aniston, Lisą Kudrow i Mattem LeBlanc zdobyli nominację do nagrody Złotej Maliny dla najgorszych Nowych Gwiazd. Za to we wrześniu 2005 serialowy pocałunek Davida z Jennifer Aniston wygrał w plebiscycie zorganizowanym przez amerykańską telewizję i magazyn TV Guide.
Rola kapitana armii amerykańskiej w serialu telewizyjnym Kompania braci (Band of Brothers, 2001) przyniosła mu nagrodę Złotego Satelity. Talentem aktorskim wykazał się także w filmach kinowych, wcielając się w ciekawe charaktery, a za postać Franka Martina – chłopaka i niedoszłego męża neurotycznej redaktorki prestiżowego magazynu nowojorskiego w melodramacie przygodowym Sześć dni, siedem nocy (Six Days Seven Nights, 1998) – otrzymał nominację do nagrody Blockbuster Entertainment.
W 2005, 2008 i 2012 użyczył głosu żyrafie Melmanowi, jednemu z głównych bohaterów filmów animowanych Madagaskar, Madagaskar 2 i Madagaskar 3, a w 2006 zadebiutował na Broadwayu, w dramacie wojennym Bunt na okręcie (The Caine Mutiny Court-Martial) wg nagrodzonej Pulitzerem powieści Hermana Wouka, w której zagrał postać adwokata – bohatera wojennego.

## Życie prywatne
Spotykał się z australijską piosenkarką pop Natalie Imbruglią (1996-97) i izraelską aktorką Mili Avital (2001). W marcu 2007 roku związał się z Zoë Buckman, którą poślubił 4 czerwca 2010, i z którą doczekał się córki Cleo (ur. 8 maja 2011). W kwietniu 2017 para ogłosiła separację, rozwodząc się jeszcze w tym samym roku.

## Filmografia

### Filmy fabularne
- 1989: A Deadly Silence jako Rob
- 1991: Lot Intrudera (Flight of the Intruder) jako zastępca oficera
- 1992: Po drugiej stronie (Crossing the Bridge) jako John Henderson
- 1993: Dwadzieścia dolców (Twenty Bucks) jako Neil Campbell
- 1993: Kelner (The Waiter) jako Zły kelner
- 1994: Wilk (Wolf) jako Gliniarz #2
- 1994: Monty jako Greg Richardson
- 1996: Żałobnik (The Pallbearer) jako Tom Thompson
- 1997: Duże czy małe (Breast Men) jako dr Christopher Saunders
- 1998: Odkąd Cię nie ma (Since You've Been Gone) jako Robert S. Levitt
- 1998: Narzeczona dla dwóch (Kissing a Fool) jako Max Abbitt
- 1998: Uczeń szatana (Apt Pupil) jako pedagog
- 1998: Sześć dni, siedem nocy (Six Days Seven Nights) jako Frank Martin
- 1998: Cienka różowa linia (The Thin Pink Line) jako Kelly Goodish/J.T.
- 1999: Wściekłość (All the Rage) jako Chris
- 2000: Miłość i seks (Love & Sex) jako kaznodzieja Leo Jerome
- 2000: Dar z nieba (Picking up the Pieces) jako Leo Jerome
- 2001: Powstanie (Uprising, TV) jako Yitzhak Zuckerman
- 2001: Hotel jako Jonathan Danderfine
- 2005: Madagaskar (Madagascar) jako Melman (głos)
- 2005: Duane Hopwood jako Duane Hopwood
- 2006: Big Nothing jako Charlie
- 2007: Gazu, mięczaku, gazu! - reżyseria
- 2008: Nothing But the Truth jako Ray Armstrong
- 2008: Madagaskar 2 (Madagascar 2) jako Melman (głos)
- 2010: Pożegnanie z niewinnością – reżyseria
- 2012: John Carter jako młody Thark Warrior
- 2012: Madagaskar 3 (Madagascar 3: Europe's Most Wanted) jako Melman (głos)

### Seriale TV
- 1991–1992: Cudowne lata (The Wonder Years) jako Michael
- 1992–1993: Prawnicy z Miasta Aniołów jako Dana Romney
- 1994: Nowojorscy gliniarze (NYPD Blue) jako Josh '4B' Goldstein
- 1994–2004: Przyjaciele (Friends) jako Ross Geller
- 1995: Ostatni do wzięcia jako Ross Geller
- 1996: Ostry dyżur jako dr Karubian (głos)
- 2001: Kompania braci (Band of Brothers) jako kpt. Herbert Sobel
- 2004: Pohamuj entuzjazm w roli samego siebie
- 2004–2005: Joey
- 2007: Rockefeller Plaza 30 jako Greenzo/Jared
- 2008: Mała Brytania w Ameryce
- 2009: Ekipa w roli samego siebie
- 2009: Madagwiazdka  jako Melman (głos)
- 2011: Zapraszamy na pokład w roli samego siebie
- 2012: Terapia w sieci jako Newell Miller
- 2014: Fisherowie
- 2015: Odcinki w roli samego siebie
- 2016: Feed the Beast jako Tommy Moran
- 2016: The People vs O.J Simpson: American Crime Story jako Robert Kardashian